# 4기통 수평 엔진
4기통 수평 엔진(영어: Flat-four engine)은 공통 크랭크 축의 반대쪽에 두 개의 실린더 뱅크가 있는 4기통 피스톤 엔진으로, 수평 대향 4기통 엔진이라고도 한다. 가장 일반적인 유형의 4기통 수평 엔진은 각 쌍의 대향 실린더가 동시에 안쪽과 바깥쪽으로 움직인다.
Boxer-four 엔진은 1차 및 2차 균형이 완벽하지만, 2개의 실린더 헤드의 설계가 4기통 직렬 엔진보다 생산 비용이 더 비싸다. Boxer-four 엔진은 1897년부터 폭스바겐과 스바루 등 자동차에서 사용되었다. 그것들은 또한 오토바이와 항공기에서도 사용되었다. Cessna와 Piper는 세계에서 가장 일반적인 민간 항공기인 Cessna 172와 Piper Cherokee에서 Lycoming과 Continental이 4기통 수평 엔진을 사용한다.

## 디자인
대부분의 평면 4개 엔진은 각 쌍의 반대 피스톤이 동시에 안쪽과 바깥쪽으로 움직이도록 설계되었으며, 이는 "복서"구성으로 알려져 있다 (복싱 경쟁자가 대결을 하기 전에 함께 장갑을 치는 것과 비슷함). 따라서 "4기통 수평"과 "boxer-four"라는 용어는 종종 동의어로 사용된다.
Boxer-four 레이아웃의 장점은 완벽한 2차 진동 (최소 진동), 낮은 무게 중심 및 짧은 엔진 길이다. 레이아웃은 또한 공기 흐름이 4개의 실린더에 고르게 분산되어 효율적인 공기 냉각에 적합하다. 항공기에서는 중수 냉각 시스템을 휴대할 필요가 없다.
Boxer-four 엔진 (4기통 직렬 엔진과 비교)의 단점은 추가 폭, 실린더 헤드가 1개가 아닌 2개로 인한 비용 증가, 균일 한 간격의 배기 펄스를 달성하는데 필요한 것은 배기 매니 폴드이다. 이러한 요인으로 인해 4기통 직렬 엔진이 4기통 수평 엔진보다 더 일반적으로 사용되고 V6 엔진은 더 큰 배기량이 필요한 곳에 자주 사용되고 있다.

### 엔진 밸런스

박서-4 애니메이션

박서-4 엔진에서 생성된 동등하고 반대되는 힘은 완벽한 2차 균형을 이룬다 (4기통 직렬 엔진이 생성하는 불균형 수직 힘과 달리). 따라서 Boxer-four 엔진은 2차 진동을 줄이기 위해 밸런스 샤프트가 필요하지 않기 때문에 2.0L (122 cu in) 이상의 변위에 더 적합하다.
실제로 박서 엔진의 각 실린더는 크랭크 샤프트를 따라 크랭크 핀 사이의 거리로 인해 반대쪽 쌍에서 약간 오프셋된다. 이 오프셋 거리는 각 실린더 쌍의 동일하고 반대되는 힘이 로킹 커플을 생성함을 의미한다.결과적으로 발생하는 진동은 일반적으로 밸런스 샤프트를 요구할만큼 충분히 높지 않다.
실린더가 4개 이하인 모든 4행정 엔진과 마찬가지로 파워 스트로크가 겹치지 않으면 플라이휠에 토크가 맥동으로 전달되어 크랭크축 축을 따라 비틀림 진동이 발생한다.필요한 경우 고조파 댐퍼를 사용하여 이 진동을 최소화 할 수 있다.

### 배기 매니 폴드
boxer-four 엔진의 일반적인 발사 순서는 실린더의 왼쪽 뱅크가 차례대로 점화되고 그 다음에 실린더의 오른쪽 뱅크가 (또는 그 반대의 경우) 발사 간격이 180도 간격으로 균등 해지는 것이다. 전통적으로 각 뱅크에 있는 두 실린더의 배기 가스가 합쳐져서 결과적으로 고르지 않은 배기 펄스가 특징적인 "플랫 4 버블"배기음을 유발하였다.
다른 일반적인 배기 구성 (예: 2000년대 중반부터 스바루에서 사용)은 배기 펄스를 최적화하기 위해 360도의 발사 간격 오프셋을 가진 실린더를 페어링하는 것이다.이 구성은 실린더를 반대쪽 뱅크에 페어링하기 위해 긴 배기 매니 폴드를 필요로 하며 덜 독특한 배기음을 발생시킨다.

## 자동차에서의 사용

### 1900년~1935년

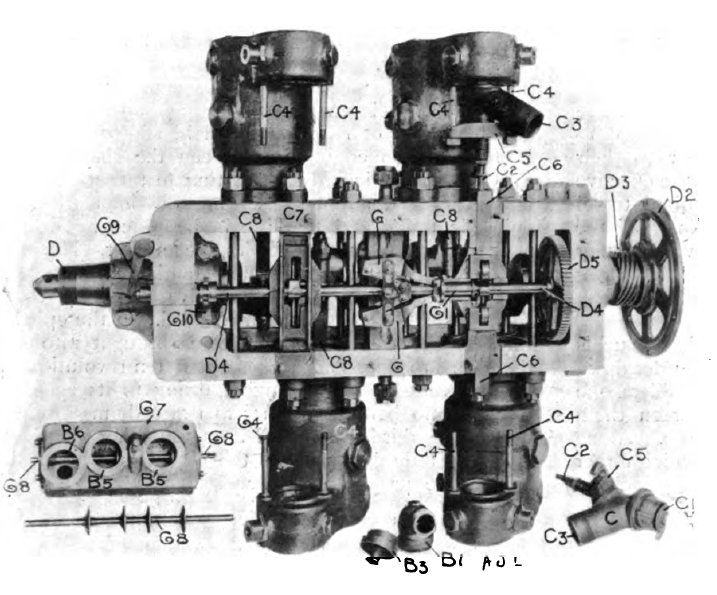

1900년, 벤츠의 1897년 "콘트라"플랫 트윈 엔진을 기반으로 하여 Benz & Cie가 최초의 플랫 4 엔진을 생산했다. 이 엔진은 벤츠 경주용 자동차에 사용되었으며 20 마력 (15kW)을 생산하고 배기량 5.4L (330cuin)을 가졌으며, Georg Diehl이 설계했다.
런던 회사 인 Wilson-Pilcher는 1901년에 4기통 수평 엔진으로 구동되는 첫 번째 자동차를 출시했다. 이 엔진은 섀시에 세로로 장착되고 수냉식으로 9 hp (7 kW)마력을 생산했으며 배기량은 2.4L (146 입방 인치)였다. 비정상적으로 그날 보어와 스트로크는 같았고 각각 95 mm (3.7 in)였다.
1902년에 Buffum 자동차에는 16 마력으로 평가 된 4기통 엔진이 장착되었다. Herbert H. Buffum은 1903년부터 1907년까지 매사추세츠주애 빙턴에서 Buffum이라는 미국 자동차를 생산했다.
이전에 플랫 트윈 엔진을 생산한 1926년 Tatra 30은 4기통 수평 엔진으로 구동되는 체코 회사의 첫 번째 모델이었다. Tatra는 1920년대와 1930년대에 걸쳐 다양한 4기통 수평 엔진 모델을 생산했다.

### 1936년~1999년
1936년 Tatra T97은 후방 엔진, 공냉식 플랫 4, 백본 섀시 레이아웃 (나중에 Volkswagen Beetle에서 사용)을 개척했으며, 동시에 관련이 없지만 오스트리아에서 Steyr 50이 나 왔으며 프론트 복서 4를 자랑한다. 후륜구동 엔진. 또한 1936년에 영국의 자동차 생산회사 인 Jowett은 플랫 트윈 엔진에서 플랫 4 엔진도 포함하도록 모델 범위를 확장했다. Jowett flat-four 엔진의 생산은 Jowett Javelin 세단과 Jowett Jupiter 스포츠 모델이 생산을 종료 한 1954년까지 계속되었다.
가장 긴 생산 플랫 4 엔진은 폭스 바겐 공랭식 엔진으로 1938년부터 2006년까지 생산되었으며 리어 엔진 1938년~2006년식 폭스바겐 비틀과 1950년~1990년식 폭스바겐 트랜스포터에서 가장 유명하게 사용되었다.이 공랭식 엔진은 포르쉐에서 설계했으며 1948년~1965년식 포르쉐 356, 1953–1956년식 포르쉐 550, 1965년~1969년 포르쉐 912 및 1969–1976년 포르쉐 914에도 사용되었다. 1982년 배기가스 배출 규정을 준수하기 위해 물 -폭스바겐 Wasserboxer라는 냉각 버전이 폭스바겐 트랜스포터 (T3)에 도입되었다.
1960년대와 1970년대에 몇몇 제조업체는 공랭식 시트로엥 플랫 포 엔진, 수냉식 알파 로메오 플랫 포 엔진, 수냉식 란 시아 플랫 포 엔진 및 수냉식 스바루를 포함한 플랫 4 엔진을 생산했다.
이 기간 동안 설계되었지만 양산에서 빛을 보지 못했던 두 가지 중요한 엔진은 1947년 Alec Issigonis의 Morris 800cc 사이드 밸브 엔진과 1966년 Claude Hill의 Ferguson 2.2리터 SOHC 엔진이었다.

### 2000년~현재
2000년까지 대부분의 제조업체는 4기통 수평 엔진을 4기통 직렬 엔진으로 교체하였다. 주목할 만한 예외는 스바루로, 플랫 4 엔진의 최신 버전, 수냉식 스바루 EJ 엔진은 스바루 WRX 스포츠 세단 및 World Rally Car 대응 물에서 터보 차저 형태로 제공된다. 스바루의 4륜구동 채택은이 엔진의 더 짧은 길이가 4륜구동 구성 요소를 섀시에 장착하는데 도움이 되므로 플랫 4 엔진을 유지하는 데 중요한 요소였다.인라인 4 엔진보다 비싸지만 플랫 4 엔진을 사용하면 스바루가 2륜구동에서 약간의 추가 비용으로 4륜구동 차량을 만들 수 있다.
2012년에는 자연 흡기 버전의 스바루 FA 엔진이 토요타 86 ( "스바루 BRZ"및 "사이언 FR-S"라고도 함) 후륜구동 스포츠 쿠페에 사용되었다.이 엔진은 수냉식이며 가솔린 직접 분사 기능이 있으며 147 kW (197 hp)를 생성하며 배기량은 2.0 L (122 cu in)이다.
2016년형 포르쉐 박스터 및 포르쉐 케이맨 (982) 미드 엔진 스포츠카는 자연 흡기 플랫 6 엔진에서 터보 차저 플랫 4 엔진으로 축소되었으며, 1970년대 중반 이후 포르쉐 최초의 플랫 4 엔진으로 축소되었다. 이 엔진은 2.0–2.5 L (122–153 cu in)의 배기량으로 생산되며 최대 365 hp (272 kW)를 생산한다.몇몇 리뷰어들은 박스터 / 카이맨이 영감을 주지 않는 엔진 사운드를 비판하였다.

## 오토바이에서의 사용

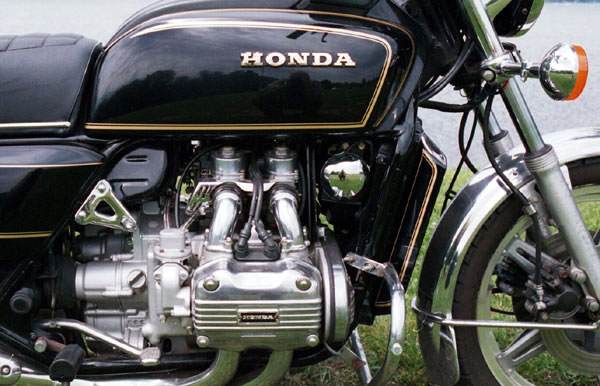
Honda GL1000

## 같이 보기
- V4 엔진